# Лазарево (Юрьевецкий район)
Лазарево — село в Юрьевецком районе Ивановской области, входит в состав Елнатского сельского поселения. 

## География
Расположено в 7 км на восток от центра поселения села Елнать и в 12 км на запад от районного центра города Юрьевец.

## История
Каменная Вознесенская церковь с такою же колокольней построена в 1808 году в селе на средства прихожан. Престолов было три.
В XIX — первой четверти XX века село входило в состав Мордвиновской волости Юрьевецкого уезда Костромской губернии, с 1918 года — Иваново-Вознесенской губернии.
С 1929 года село являлось центром Лазаревского сельсовета Юрьевецкого района Ивановской области, с 1974 года — в составе Пелевинского сельсовета, с 2005 года — в составе Пелевинского сельского поселения, с 2015 года — в составе Елнатского сельского поселения.

## Население
| 1872 | 1897 | 1907 | 2002 | 2010 |
| ---- | ---- | ---- | ---- | ---- |
| 67   | ↘61  | ↗80  | ↘0   | →0   |